# 교동향교
교동향교(喬桐鄕校)는 인천광역시 강화군 교동면에 있는 향교이다. 1995년 3월 1일 인천광역시의 유형문화재 28호로 지정되었다.

## 연혁
고려 인종(仁宗) 5년(1127년)에 창건된 것으로 한국에서는 가장 오래된 향교이다.

### 한반도 최초의 문묘
충렬왕(忠烈王) 12년(1286년)에 제거(提擧) 안유(安裕)가 왕을 따라 원(元)에 가서 공자(孔子)와 주자(朱子)의 상을 처음 그려왔고, 김문연 등을 중원에 보내 선현과 72제자의 상을 그리게 하였으며 각종 제기와 악기, 육경과 제자백가의 책, 역사서를 사들여 고려로 가지고 오게 했는데, 김문연 등은 서해 방면으로 귀국하면서 지금의 교동에 기착, 가지고 온 기물과 책들을 교동향교에 잠시 봉안하였다가 개경으로 이안하였다.
화개산 북쪽 계곡에 있던 것을 조선 광해군(光海君) 원년(1609년) 7월 11일에 교동현감 이직이 당시의 경기관찰사 김신원에게 큰 바람으로 향교의 지붕 기와가 모두 날아가고 나무는 모조리 뽑혔으며, 향교의 명륜당과 동서 재(齋)가 한꺼번에 바람에 무너졌음을 첩보하였고, 이에 대성전에서 위안제를 거행할 것을 요청하였다. 현종(顯宗) 8년(1667년) 각 도의 여러 고을에 배향 신위를 옮겨 정하도록 하면서, 교동현감 구문치가 대성전을 보수하고 양무를 신축하여 10철 5현을 배향하고자 청하면서 위판을 만드는데 필요한 밤나무와 향축을 보내줄 것을 요청하였는데, 이때 교동향교도 대대적인 보수가 이루어진 것으로 보인다.
영조(英祖) 17년(1741년)에 강화부사 조호신(趙虎臣)이 화개산 남쪽 계곡, 지금의 위치로 옮겼다(예전의 향교터는 지금의 고구리에 남아있으며, 현재도 구향교골이라는 지명으로 남아 있다). 관학(官學) 즉 국립학교라는 향교의 성격상 기본적으로 수령이 통치하는 관아와 가까운 곳, 읍치(邑治)의 중심에 위치하여야 했는데, 교동향교와 같이 임진왜란과 병자호란을 겪으면서 관아와는 다소 떨어진 곳에 향교를 중수하는 경우도 적지 않았다. 고종 27년(1890년)에 동서 재실을 중건하였다.

### 만주사변과 한국전쟁 기간 중에 중국 성현 배향의 축소
1931년에 대성전을 중수하였다. 대성전에는 중국의 5성의 위패 및 유교의 현인 16위와 한국의 유학자 18위를 봉안하고, 동서 무에 각각 한국의 9현을 봉안 배향하였는데, 1949년에 모화사상을 축소하자는 전국유림대표회의의 결의에 따라 16현 동서 배향위 가운데 주자(주희)와 정자(정이)를 제외한 14위의 위패를 매향하고, 해동 18현을 승봉하여 제향하였으며 봄과 가을에 행하던 석전(釋奠)을 폐하고 공자의 탄일인 음력 8월 27일에 기념 석전을 봉행하다가, 3년 뒤인 1952년에 공문십철과 송조 4현을 복위하는 동시에 석전도 다시 부활시켰다.
한국전쟁으로 향교 건물이 퇴락한 것을 1960년에 중수하였으며, 동서 재실과 내외삼문의 개건 및 단청 보수가 1981년에 이루어졌다.

## 건물 배치
향교의 구성체계에 있어 교동향교는 전성기의 향교건축 체제, 즉 내삼문에서 대성전에 이르는 대성전을 비롯한 동서 무(廡)와 제기고 등을 중심으로 하는 제향공간과, 내삼문에서 명륜당 사이의 명륜당을 비롯한 동서 재를 중심으로 하는 강학공간을 구성하는 형태를 갖추고 있다. 전체적으로는 홍살문에서 외삼문에 이르는 진입공간과 명륜당에서 내삼문 사이에 이르는 과정적 공간까지 모두 네 개의 공간이 네 개의 계단의 지면상 높낮이 차이를 통해 (향교 대지 자체가 경사져 있다) 전학후묘의 전형적인 배치수법을 따르면서도, 제향공간은 그 위계성을 따라 후면의 높은 곳에 배치하였다.
강학공간은 강당인 명륜당을 중심으로 동서 재가 일렬로 병치된 특이한 형태를 가지고 있다. 명륜당과 동서 재가 이루는 강학공간의 배치 기법은 전성기 향교건축의 배치에 비해 미진화된 수법을 보여주는 것으로 평가받는데, 후벽면이 일직선상에 놓여있으면서도 동서 재가 명륜당의 측면에 위치하여 그 연장선이 자연스럽게 강학공간의 중정을 형성하도록 했지만, 중정의 앞뒤 폭이 외삼문 기단과 명륜당 기단을 기점으로 약 2.85m 정도로, 외삼문과 명륜당 사이의 거리가 상당히 협작한 공간을 이루며 거의 중정으로서의 역할을 감당하지 못하고 있는데, 이러한 배치는 그간의 향교나 서원에서는 보기 드문 형태로서 초창기 한국의 향교 건축에서 '강학공간'에 대한 명확한 설정과 그 중요성에 대한 인식이 다소 결여된 데에서 기인한 것으로 보인다.
동서재의 경우 동재는 부엌이, 서재는 광(창고)이 딸린 일반살림집의 형태로 전성기 재사가 온돌방과 대청으로 구성되고 특히 재사의 형태가 정연해져서 동재가 서재보다 높고 재사에 기거하는 향교생들의 서열상 명륜당에서 가까운 부분이 상위자들에게 돌아가는 형태로 구성되는 개념을 교동향교에서는 찾아보기 힘들다.
명륜당 뒷면에서 제향공간으로 넘어가는 곳에는 약 15단의 계단을 통해 2.5m 정도의 높이차를 두어 내삼문까지 이르도록 설계되어 있는데, 내삼문과의 간격은 충분한 여유를 갖고 있지만 상당부분이 후원으로서 경사지 위에 수경으로 처리되어 강학공간이라기보다는 조경공간을 위한 전이공간으로 보여짐으로써, 향교의 강학공간이 공간보다는 건물 자체로서 인정되는 모습을 보인다.
제향공간 한 곽을 두른 담 오른쪽에 제기고가 설치되어 제향공간을 위한 지원영역을 구축하였다. 내삼문 안에는 일반적인 향교의 제향공간에서 볼 수 있는 품(品)자형 배치로 대성전이 한 단 높은 곳에, 앞면 낮은 곳에 동서 무가 병렬로 배치되었다. 대성전의 동서쪽 영역과 대성전 영역을 이루는 기단 부위의 진입이 중앙의 계단 설치와 더불어 양옆면에 램프(Lamp)를 이용하여 다양한 진입 형식을 갖추고 있다는 점이 특색이다. 건물은 모두 옆면과 뒷면에 방화벽이 둘러싸고 있다.

## 주요 건물
명륜당
일반적으로 앞면에 짝수칸을 쓰지 않는 한국의 목조건축에서 특이하게도 앞면 4칸, 옆면 2칸이라는 칸수를 채택하고 있다. 중앙의 2칸은 대청으로 하고 양옆면을 대칭으로 앞면 각 1칸씩 온돌방을 배치하였다. 중앙의 대청은 앞면을 띠살문의 들어열개로, 뒷면은 판장문 미닫이를 두었다. 오른쪽 온돌방 주변에는 함실을 두어 윗쪽을 수납공간으로 사용했다. 좌우측 온돌방의 앞면 창호는 상부에 두어 진입은 대청을 통해서만 가능하도록 했으며, 5량 구조로서 민도리 형식의 소박한 가구를 갖추고, 외무의 보뺄목 밑에 헛첨차 형태의 구조가 밑을 받치고 있다. 막돌초석에 방주, 팔작지붕의 홑처마로써 단청을 제외하고는 일반 민가의 건축적 구조를 보여주고 있다. 명륜당 뒷면과 내삼문 사이의 공간에는 계단 양쪽에 조경이 조성되어 있고, 진흙을 쌓고 그 위에 항아리를 거꾸로 세워놓은 듯한 굴뚝과 함께 계단 왼쪽에는 음각으로 명문이 새겨진 한 기의 괴석이 있다.
동서재
두 건물이 강당 앞면에 대칭으로 배치되어 있으나 평면은 모두 'ㄱ'자 형태를 가지고 있으며 평면 구조는 조금 차이가 있다. 동재는 정면 3.5칸, 측면 5칸의 ㄱ자 형태로서 장방향의 3칸과 단방향의 2칸을 온돌방으로 구성하고 중앙에 정면 1.5칸 측면 2칸 규모의 부엌 공간을 배치시켰다. 중정을 향하는 장방향 부분의 온돌 앞면에는 툇마루를 두고 단방향 부분에는 온돌방 전면에 전실형태의 퇴간을 부엌과 온돌방에 걸쳐 내부 공간으로 구성하였다. 온돌방들은 앞면 모두 띠살창호로 뒷면은 모두 윗부분에 살창을 두었다. 내부는 5량 구조로서 민도리 형식의 가구 구조로 팔작지붕에 홑처마이다. 동재 앞과 외삼문 사이에는 사선 방향으로 명륜당의 것과 같은 진흙으로 하단을 만들고 나무로 윗부분을 만든 납기둥 모양의 굴뚝이 마련되어 있다.
서재는 앞면 2칸, 측면 3칸의 ㄱ자형태로 동재보다 규모가 다소 작은데, 측면 2칸은 칸막이가 없이 온돌방으로 되어 있다. 앞면 2칸은 흙바닥의 광(창고)을 이루고 있으며, 온돌방 앞면은 띠살창호, 뒷면은 상부에 빗살창호를 두고 광에는 판장문 외의 채광창을 두지 않았다. 가구는 5량, 팔작지붕에 홑처마, 그리고 민도리 양식의 소박한 형태다.
두 건물 모두 벽체를 방화벽으로 하여 화재에 대한 엄격한 보호구조를 택했고, 전성기 향교에서 보이는 평면구조와는 현저한 차이를 보인다. 거의 일반 살림집의 짜임새를 보여주고 있는 것이다.
내삼문
대성전과 동서무가 있는 제사공간으로 들어가는 입구로 명륜당 바로 뒤에 있다. 계단 오른쪽 아래에 노룡암(老龍巖)이라는 작은 바위가 있다. 교동현 관아 동헌의 북쪽 층계에 있었던 돌로써 숙종 43년(1717년)에 이봉상이 '노룡암'이라는 글자를 새겼고, 영조 49년(1773년)에 이달해가 글을 지어 새겼던 것을 1982년에 지금의 위치로 옮겨 오늘에 이른다.
대성전
약 1.2m 높이의 막돌허튼층쌓기로 만든 기단 위에 지어졌는데, 앞면 5칸, 옆면 1.5칸의 맞배지붕으로 양쪽에 풍판을 두었다. 겹처마이며 전체 건물에 단청을 하였다 퇴간부에만 팔각추 형태의 장주형 주춧돌과 원형 기둥을 쓰고 나머지는 네모난 초석에 네모난 기둥으로 되어 있다. 향교내의 유일한 초익공 형식의 공포를 갖추고 있으나 그것도 후면부에는 민도리 형식으로 보뺄목만 내놓은 상태이다. 대성전 가운데 앞면 3칸에는 띠살창호로 들어열개문을 달고 가구는 1고주 7량 구조로 윗부분 종도리 밑에는 판대공으로 간단히 받치는 구조를 취하였다. 대성전 앞면에 있는 방형의 판석은 가로 2.05m에 세로 1.19m로 생단(牲壇)으로 여겨진다.
동서무
3칸 모두 흙바닥으로 앞면에만 창호를 두고 양옆칸에는 띠살문을, 가운데칸에는 문이 없이 위쪽에 띠살창만 두었다. 맞배지붕에 풍판을 달고 내부는 5량 구조에 민도리 형식의 백골집이다. 동무 앞에 놓여있는 가로 0.27m에 세로 0.37m의 석물은 손을 씻던 곳으로 여겨진다. 현재는 향토관과 충효교육관으로 사용되고 있다.
제기고
앞면 3칸, 옆면 1.5칸의 맞배지붕으로 맞배지붕 옆에는 풍판이 있고 좌우측 및 뒷면 벽체는 두터운 방화벽을 쌓아 만들었다. 앞면부에만 판장문 미닫이로 열고닫을 수 있게 했으며, 왼쪽 판장문 윗쪽에 환기용 살창이 설치되어 있다. 가구는 3량 구조이며 홑처마에 납기둥, 민도리 형식으로 소박한 형태이다. 내부에는 유기 보궤와 용작, 작, 작대, 저상, 향합, 향로, 촛대, 목두, 축변, 향상, 가마, 식정, 제복, 유건 등이 있다.
외삼문
향교로의 진입로, 전면 30m 부근에 홍살문이 설치되어 있으며, 홍살문을 중심으로 진입로가 약간 꺾여서 외삼문에 이르는데 전면부에 몇 단의 계단을 두고 외삼문으로 진입하게 되어 있다. 솟을삼문 형식이다.
홍살문
원주형 주춧돌 위에 두 개의 원기둥을 세우고 윗부분에 홍살을 얹었으며, 가운데에는 태극 문양의 장식을 두었다. 앞에는 수령변장하마비(守令邊將下馬碑)라는 글자를 새긴 비석이 세워져 있다.

## 참고 문헌
- 김은중, 「교동향교의 건축적 특성과 봉안형식에 관한 연구」 1998 (한국 국회전자도서관 열람자료, 청구기호 720.9 ㄱ277)
- 인천광역시립박물관, 「교동향교 소장자료 조사보고」 2007 (한국 국회전자도서관 열람자료, 청구기호 951.9509 ㅇ984ㄱ)

## 같이 보기
- 공묘

## 참고 자료
- 교동향교 - 국가유산청 국가유산포털